# Tanjong Drien
Tanjong Drien is een bestuurslaag in het regentschap Aceh Utara van de provincie Atjeh, Indonesië. Tanjong Drien telt 238 inwoners (volkstelling 2010).